# Eugène Ménégoz
Louis Eugène Ménégoz (* 25. September 1838 in Algolsheim; † 29. Oktober 1921 in Paris) war ein deutsch-französischer lutherischer Theologe und Begründer einer Spielart des Fideismus.
Ménégoz studierte Theologie in Straßburg und Erlangen. Er trat den Wingolfsverbindungen Argentina Straßburg und Erlanger Wingolf bei. Im Jahr 1866 wurde er Vikar und später Pfarrer in der Gemeinde Les Billettes in Paris. Im Jahr 1877 wurde er Seminardirektor an der von ihm mitgegründeten Evangelischen Theologischen Fakultät (der heutigen Faculté de théologie protestante de Paris). Ab 1882 lehrte er dort als ordentlicher Professor für lutherische Dogmatik und wirkte seit 1901 zusätzlich als Dekan

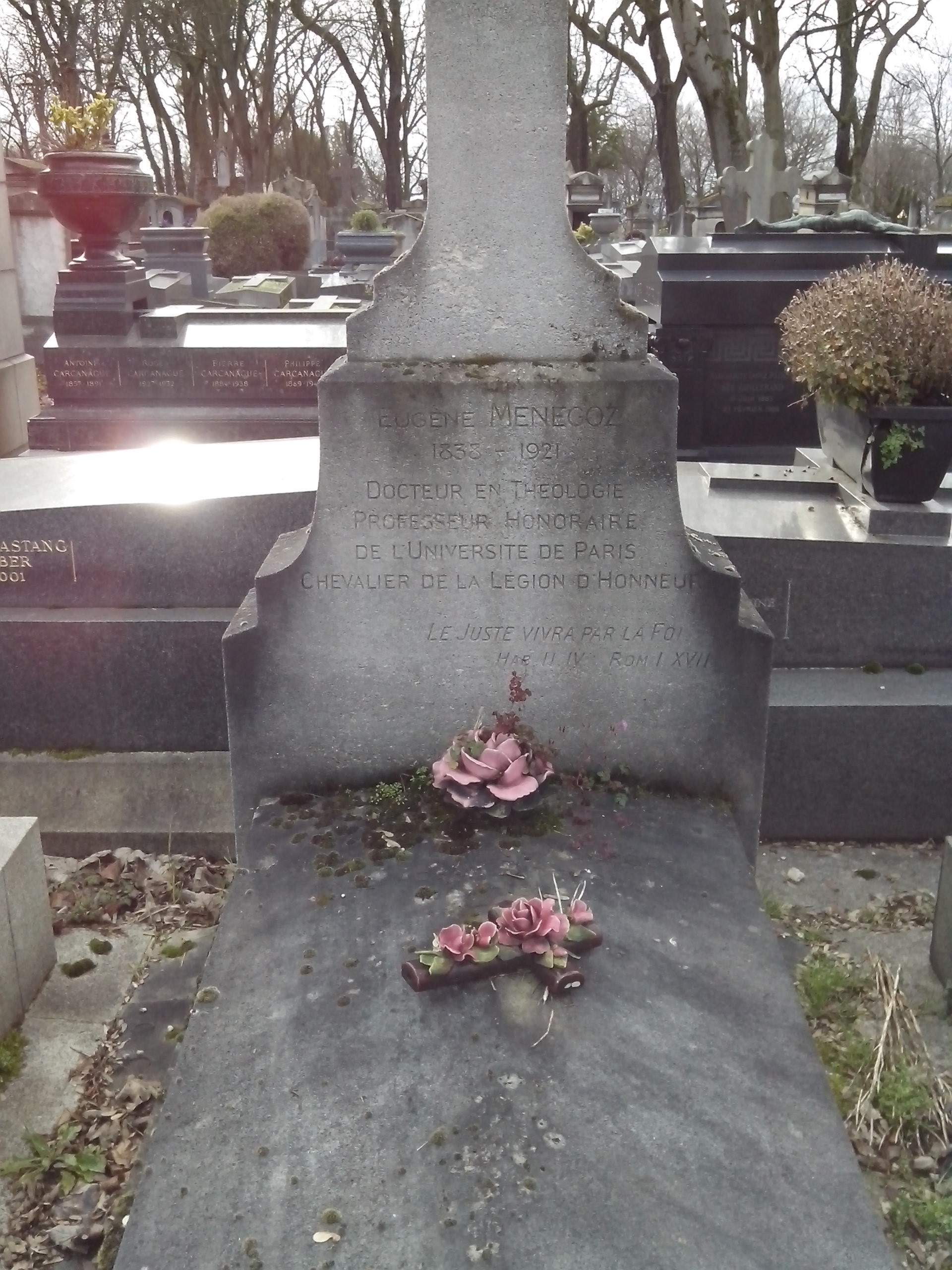
Grab Ménégoz’ auf dem Friedhof Père-Lachaise in Paris

Mit Auguste Sabatier war er Urheber der Schule des „Symbolfideismus“. In seinen Vorträgen und Schriften betonte Ménégoz, dass die Erlösung durch den Akt des Glaubens, unabhängig vom Glaubensbekenntnis, erreicht werde. Damit stellte er sich sowohl gegen den Pietismus als auch gegen die Liberale Theologie.

## Schriften (Auswahl)
- Réflexions sur l'évangile du Salut. Paris 1879.
- L' Autorité de Dieu, Réflexions sur l' Autorité en matière de foi. Paris 1892.
- La conception biblique du Miracle. Paris 1894.
  - Der biblische Wunderbegriff. Freiburg 1895.
- Étude sur le dogme de la Trinité. 1898.
- Etude comparative de l'enseignement de saint Paul et de saint Jacques sur la justification par la foi. Paris 1901
  - Die Rechtfertigungslehre nach Paulus und nach Jakobus. Gießen 1901.
- Publications diverses sur le fidéisme et son application à l' enseignement chrétien traditionnel. 5 Bände. Paris 1900–21.
- Le Fidéisme et la notion de la foi. Paris 1905.